# Problemata. Forschungen zur klassischen Philologie
Problemata. Forschungen zur klassischen Philologie ist der Titel einer wissenschaftlichen Reihe, die von 1930 bis 1934 im Berliner Verlag Weidmann erschien. Sie wurde von Paul Friedländer, Günther Jachmann und Felix Jacoby herausgegeben.

## Liste der Hefte
| Nr. | Autor                 | Titel                                                                         | Jahr | Bemerkungen                                                                                            |
| --- | --------------------- | ----------------------------------------------------------------------------- | ---- | --- |
| 1   | Willy Theiler         | Die Vorbereitung des Neuplatonismus                                           | 1930 | Habilitationsschrift (Kiel 1928)                                                                       |
| 2   | Adolf Weizsäcker      | Untersuchungen über Plutarchs biographische Technik                           | 1931 | Dissertation (Berlin 1930)                                                                             |
| 3   | Günther Jachmann      | Plautinisches und Attisches                                                   | 1931 | |
| 4   | Ludwig Edelstein      | περὶ ἀέρων [peri aerōn] und die Sammlung der hippokratischen Schriften        | 1931 | Dissertation (Heidelberg 1929)                                                                         |
| 5   | Hellfried Dahlmann    | Varro und die hellenistische Sprachtheorie                                    | 1932 | Habilitationsschrift (Kiel 1930)                                                                       |
| 6   | Ernst Grumach         | Physis und Agathon in der alten Stoa                                          | 1932 | Dissertation (Königsberg 1929)                                                                         |
| 7   | Walter Arend          | Die typischen Scenen bei Homer                                                | 1933 | Dissertation (Marburg 1930: De Homerica in narrationibus arte et repetendi et variandi capita selecta) |
| 8   | Friedrich Walter Lenz | Untersuchungen zu den Aristeidesscholien                                      | 1934 | |
| 9   | Otto Rieth            | Grundbegriffe der stoischen Ethik: Eine traditionsgeschichtliche Untersuchung | 1933 | Dissertation (Kiel)                                                                                    |
| 10  | Heinz Haffter         | Untersuchungen zur altlateinischen Dichtersprache                             | 1934 | Dissertation (Freiburg 1933)                                                                           |
| 11  | Erich Burck           | Die Erzählungskunst des T. Livius                                             | 1934 | Habilitationsschrift (Münster 1931)                                                                    |